# Карликовые антилопы (род)
Карликовые антилопы, или антилопы-малютки (лат. Neotragus) — род антилоп, к которому принадлежат три африканских вида:
- Антилопа-крошка (Neotragus batesi)[3]
- Карликовая антилопа (Neotragus pygmaeus)[3]
- Суни (Neotragus moschatus)[3]

Иногда антилопу суни относят к отдельному роду Nesotragus Düben, 1847.
Это самые мелкие антилопы и одни из самых мелких представителей семейства полорогих. Активны в сумерки и ночью.